# 絕對雙刃
《絕對雙刃》，為柊星巧所創作，負責插畫的日本輕小說。經由MF文庫J自2012年出版發行。繁體中文版由台灣角川發行。
日本漫畫版由成家慎一郎於《月刊Comic Alive》（月刊コミックアライブ）2013年7月號開始連載，單行本全4冊。
2014年7月20日發表改編成電視動畫的消息，並決定由8bit製作。

## 故事簡介
九重透流為了得到「力量」，替被殺死的妹妹音羽報仇而到昊陵學園就讀，但因為擁有獨特的焰牙——楯而受到了各人關注。並在學園中被稱為「絆雙刃」的拍檔制度中，他必須與銀髮美少女茱莉住在同一屋簷下，為此展開了驚喜的學園生活。

## 登場角色

### 昊陵學園

#### 主要角色
九重透流（Kokonoe Tooru／Kokonoe Tor（官方），聲：松岡禎丞（日本），里克·法哈多（美国））
本作主角。為了得到「力量」，替被殺死的妹妹音羽報仇而到昊陵學園就讀。《焰牙》為「楯」。因本來只會被具現化成武器的焰牙化為防具，因此有著「異能」的稱號。
喜歡的食物是肉類，且不愛吃蔬菜，因此常被橘強制加上許多青菜。
由於名字的日文發音和北歐的雷神類似，讓茱莉以托爾稱之。擅長格鬥，絕招為蓄力後能將人隔空擊飛的拳擊，被茱莉命名為「妙爾尼爾」。妙爾尼爾是七曜的冥柩咎门所授。
在第二卷与莉莉丝·布里斯托的交战中学会新招。
於第三卷与K的交战中，上述的新招由茱莉命名为「雷鸣的疾吼」，但因存在缺陷而被K识破。
於第四卷為保護茱莉而使用噴射式注射器進行「昇華之儀」並覺醒出《焰牙》的力量「絕刃圈」。目前為位階IV。
於第五卷击败了K，与魔女(九十九朔夜)订下契约。
於第六卷第五章从“煌闇災核”那里得到了新的力量「十三秒的雷命」，并以此击败了「獸魔」。由于名字和雷神托尔发音相同，被“煌闇灾核”告知其有着雷神的加护。
於第七卷使用了「絕刃圈‧三式」，並學會魔法「纏雷」，在「纏雷」的狀態可以使用最強的一擊「煌霆雷擊」。
於第八卷昇華為位階V，成為位階V後能夠使用「十三秒的雷命」但時間不到一秒。
茱莉·西格圖納（Julie Sigtuna，聲：山本希望（日本），布琳·艾伯利尔（美国））
有著銀色頭髮、雪白肌膚以及深紅眼瞳的少女。《焰牙》為「雙劍」，戰鬥技術高超。不會游泳。喝汽水會醉，有点天然呆，喜欢喝苹果茶，也喜欢樱花和鹦鹉。有着容易晕船、怕热的体质。
從北歐國家「吉姆列」來到日本留學，就讀昊陵學園的原因與透流相似（為了替父親報仇）。
母親從事日語口譯工作並受母親的教導，因此日文十分流利，但在回話時基本上只會回答「是、否」。
認為透流有父親的影子，喜歡親近透流，並對常向透流表示好感的莉莉絲有些敵對意識。
本身是靠著自身力量超越極限的「覺醒者」。为救九重透流和九十九朔夜觉醒过，是拥有神祇的化身银狼，觉醒能力为「天翔飒」。
於第七卷以新招式「閃狼刃」協助透流撃敗「獸魔」。
莉莉絲·布里斯托（Lilith Bristol，聲：山崎遙（日本）， 凯特琳·格拉斯（美国））   絆雙刃 - 暫無
有著金黃色頭髮、藍寶石眼瞳的少女。從昊陵學園英國分校轉學到日本就讀。《焰牙》為「來福槍」，戰鬥技術高超。性格有点任性，反复无常，令人捉摸不透。
來到日本的目的是想要透流成為自己的「絆雙刃」。經歷過生存鬥爭與「裝鋼技師」襲擊的事件後，打消了讓透流成為絆雙刃的念頭。
於第二卷末认定透流为将来的丈夫。並常和同樣對透流有好感的茱莉斗嘴。
於第六卷升为位阶IV，跟「獸魔」的战斗中解放了焰牙的力量后得到的是有多重形态的能力「击射承」，已知形态为引发巨大爆炸的第一形态「击射承・榴」、发射无数散弹的第三形态「击射承・廓」、发射强力贯通弹的第四形态「击射承・彗」。第二型態目前不明。
由於《焰牙》是「來福槍」，所以有「特別」的稱號。
橘巴（Tachibana Tomoe，聲：諏訪彩花（日本），惠特尼·罗杰斯（美国））   絆雙刃 - 穗高雅
有著長直髮的少女，出身於名門武家「橘流」。《焰牙》為「鐵鎖鏈」。
個性相當認真，對別人的事亦很關心，常勸愛吃肉的透流要多吃蔬菜。
對透流抱有戀愛的感情，但本人全無自覺。
接受了透流的請求而將家傳的武術教授給他。
穗高雅（Hotaka Miyabi，聲：今村彩夏（日本），艾斯雷格·都曼基（美国））   絆雙刃 - 橘巴
有著巨乳的少女。《焰牙》為「騎兵槍」。
資格之儀中由於對手逃走而獲得入學資格，實際上缺乏戰鬥經驗，體力也不好，在進行體能訓練時因為受到透流的幫助與鼓勵而開始對他有好感。
於第三卷濱海課程中向透流告白，但是遭到了拒绝。
在濱海課程遭「神滅部隊」襲擊時，對自己完全幫不上忙感到懊悔，因而想要力量。後來接受愛德華·沃克給予的「裝鋼」，卻一度失去理智，之後在透流的幫助下恢復原狀。自從被透流所救后行动变得更加大胆。动畫版则是被橘巴帮助。

#### 其他學生
虎崎葵（Torasaki Aoi，聲：花江夏樹（日本），安东尼·保龄（美国）） 絆雙刃 - 辰乃龍太朗
透流的朋友，通稱小虎。《焰牙》為「印短刀」。
虽然和透流读的学校不同，但是因互相去的道场有着名为武术交流的形式而有了深交成为了朋友，在中学的后期因为有些情况而没有再见面。架子很大嘴巴也坏，可相对地却是个老好人。
戴眼鏡，很討厭別人提起身高矮小的事情。
常與莉莉絲爭吵。
辰乃龍太朗（Tatsuno Ryuutarou，聲：川原慶久） 絆雙刃 - 虎崎葵
通稱龍，喜歡鍛鍊肌肉。《焰牙》為「偃月刀」。
永倉伊萬里（Nagakura Imari，聲：戶松遙（日本），米歇尔·罗亚斯（美国））
綁著馬尾的少女，透流在昊陵學園入學儀式「資格之儀」中的戰鬥對手，最後輸給了透流並離開了學園。《焰牙》為「刀」。
資格之儀輸掉後並未失去「超越者」資格，而是在昊陵學園分校繼續修行。
後於濱海課程中與透流再次相遇，並且觀察到穗高雅暗戀九重透流，明显表现出对透流的好意，但为了复兴家业决心封存这份感情。
吉備津桃（Kibitsu Momo，聲：內田愛美）
透流的同學，有著綠色長髮的少女。《焰牙》為類似弓箭的武器。
對為了拯救她而受重傷的月見十分愛慕。

#### 教師、理事
九十九朔夜（Tsukumo Sakuya，聲：堀江由衣（日本），费利西亚·安琪尔（美国））
外表年齡10歲。
昊陵學園的理事長，在黎明機構研究基因工學。
有著「操焰魔女」的稱號，稱號繼承自祖父「操焰魔博」。
「七曜」成員。
月見璃兔（Tsukimi Rito，聲：田村由香里（日本），珍妮弗·麦丹尼尔（美国））
19歲(5月生日)／位階V
昊陵學園的女畢業生。擔任透流班上的導師。衣著打扮為女僕裝加上兔耳造型的髮箍。《焰牙》為「牙劍」，亦可以變成「蛇腹劍」型態。
第一卷「新刃戰」時作為最終頭目登場，在透流及茱莉到達前先擊敗虎及龍，其後向趕到的透流及茱莉揭穿「《焰牙》是不會傷人的武器」是謊言，並說明使用《焰牙》傷人的條件。其後對透流及茱莉發起攻擊，最後被擊敗，但繼續擔任導師。
第三卷進行濱海課程時被命令保護學生，解放了真正實力並使用「蛇腹劍」斬殺入侵者裝鋼技師的「神滅部隊」。之後被學生以「白兔模式」及「黑兔模式」稱呼處於不同性格下的自己。
第五卷和「死化羽」的K戰鬥時為保護吉備津而受重傷，其後被透流救出。
三國（Mikuni）
昊陵學園的男性教師。年齡約20歲後半，身高很高，有著帥氣的長相。
於第七卷有著同時將位階IV的透流和茱莉各自向對方施展的致勝一擊輕鬆接下而毫無變化的實力。

### 七曜
裝鋼技師／愛德華·沃克（聲：西村知道）
精通機械工學的人。本隸屬「黎明機構」，且是該機構的第二把交椅，但其後投靠「歌革與瑪各」。除了開發引擎與動力推進系統外，亦投入不少精力於人造肌肉的開發。提倡開發顛覆過去知識的外部骨骼裝束「裝鋼」，但無法得到周遭的理解及贊同。
12年前突然失蹤並處於下落不明的狀態，其實是投靠以軍事技術的開發為其主要活動、「神滅部隊」所隸屬的組織——「歌革與瑪各」。在失蹤前將本人資料、尚在研究中的資料及已經開發完成的資料一併刪除。
於第二卷時打算捕捉莉莉絲·布里斯托，但最終失敗。
於第三卷時打算捉走九十九朔夜，兵分兩路攻擊昊陵學園本校及分校，但最終失敗。
於第四卷時答應由「颶煉裁者」的提案，投入「神滅部隊」對抗九十九朔夜所帶來的學生，其後落敗，最後被「颶煉裁者」以手槍射殺。
動畫中是被自己的部下K所殺害
冥柩咎门／王城（聲：伊藤健太郎）
四十岁左右的壮汉，是透流的师父，曾赐予他“牙爪”——“妙爾尼爾”。
在榊下落不明后曾使用多种情报网追踪，但没有获得成果。
於第六卷救了被榊打败受重伤的透流。
煌闇灾核／雨果（聲：江口拓也）
隶属于“圣厅”的“圣骑士”，擅长魔术，与「飓炼裁者」有过节。
於第六卷赐予透流新能力“十三秒的雷命”。
於第七卷教授透流使用「魔法」。
洌游对姬／畢翠克丝（聲：茅野愛衣）
东欧某国的公主，以美女公主之名而名扬海外，与飓炼裁者一樣，同為神秘结社“666”的支配阶级“圜冥王”的其中一员，被称为“第二圜”。
将榊视为神明一样敬爱，将他的话當作天启，对其唯命是从。
飓炼裁者／克洛维（聲：日野聰）
“七曜”的主格，拥有多重复杂的身份，擅长魔术和情报操作，是非法组织“歌革玛歌革”的领导者，另外还是神秘结社“666”的支配阶级“圜冥王”的其中一员，被称为“第一圜”。
似乎一直和榊保持着联系，并操纵情报消除了一切他的痕迹。
曾被赶出了“圣厅”。
操焰魔博／九十九月心
朔夜的祖父，七曜的上一任“操焰”，曾为黎明机关的重要人员，创造了“黎明的星纹”。
操焰魔女／九十九朔夜
詳見九十九朔夜。

### 神秘結社「666」
第一圜 - 克洛维
詳見飓炼裁者／克洛维
第二圜 - 贝雅朵莉克丝
詳見洌游对姬／贝雅朵莉克丝
第三圜 -
本作中尚未提及身份
第四圜 - 莫卓

### 其他
莎拉（聲：西田望見）
服侍莉莉絲的女管家。
九重音羽（聲：田中真奈美）
透流的妹妹，遭鳴皇榊殺害。但在第六卷末尾出现了音羽被泡在液体容器中的剧情，並被颶煉裁者稱為「紅蓮的演者」。
於第七卷中與透流相遇並協助透流，但音羽向透流表示彼此素不相識。
於第七卷末被洌游對姬下達指示「殺死世界的敵人- 九重透流」。
於第八卷出回溯自己的回憶但失敗，之後依洌游對姬的指示襲擊九重透流等人卻失敗，最後於卷末在透流的「十三秒的雷命」協助之下，成功的從透流的角度回溯自己的回憶，之後協助透流擊退洌游對姬並入學昊陵學園，煌闇災核於卷尾說音羽是透过回魂术制造的人造人并最多只能再活半年。
于第九卷中在昊陵学院中受莎拉教导学习国中知识，喜欢用莎拉给的学习用平板电脑拍照记录美好回忆。
于第十卷中被迫与九重透流和朋友们一同参与《666》结社的修罗会，并在危机关头两次拯救了九重透流，最终因力量超过人造身体的极限而在九重透流怀中消散。
凱文·威斐爾（聲：櫻井孝宏）通稱「K」，在濱海課程中首次出場，「裝鋼技師」的手下。
1996年8月3日出生於美國洛杉磯，本處於一個美好的家庭，有一個無論運動或讀書都能拿出頂尖成績的哥哥。10歲那年，哥哥為幫助自己而失去生命。同時亦因哥哥的死，家庭開始逐漸崩壞，最後被父母拋棄，為了換取金錢而賣給地下世界一處培養士兵的設施。
於第四卷率領「神滅部隊」對抗九十九朔夜所帶來的學生，但被擊敗。在遭護陵衛士逮捕後，移送途中受到「歌革與瑪各」的部隊襲擊，被組織捨棄的同時亦得知「裝鋼技師」失勢且死亡的情報。其後反殺殺手，向組織極東分部發動襲擊，帶走「裝鋼技師」的遺物外部武裝「死化羽」，並入侵昊陵學園。
用「死化羽」能力重創透流後，被憤怒的茱莉以體內「覺醒者」的力量擊倒，最後遭鳴皇榊殺害。
鳴皇榊
殺死透流妹妹音羽及K哥哥的兇手。武器是黑色的刀，由靈魂出現的光所轉化的「煌牙」。
透流掃完音羽的墓後重返小時候生活的道場時與他相遇，以壓倒性實力擊倒透流，同時將透流的焰牙「楯」斬成兩半。
下落不明后前往了“飓炼裁者”之处并被消除了一切的踪迹。被“洌游对姬”视为神明一样敬爱

## 用語
絕對雙刃
最高榮譽的稱號。
黎明星紋
1000人之中只有1个人才能植入的刻印。被植入者可以使用《焰牙》。由Dawn机关开发的超强化毫微计算机。
超越者
超越者——是在体内被植入黎明的星纹且对其具有适应性的人，具有远远超出人类极限的身体能力，超越者通过同样被超强化的精神力，也能得到被称呼为焰牙的让魂实体化的能力，每1000人中之有1个适应者。
焰牙
擁有黎明星紋者的靈魂所具現化、構造簡單的武器。透流的焰牙是防禦用的楯而非武器，莉莉絲則是結構複雜的來福槍，兩者皆屬於特例。
覺醒者
觉醒者——是隐藏于体内的「力量」觉醒的人，觉醒者能将「灵魂」具现为武器，也能发动异于常人的力量，是超越者的原型，至今已知的觉醒者只有茱莉。
資格之儀
昊陵學園入學儀式的傳統，需和坐在旁邊的人一組，彼此進行對戰。
武器沒有使用限制，也能使用《焰牙》，限制時間為10分鐘，輸掉的人則必須離開學園。
雖然立下了輸掉的人必須離開學園的嚴苛規定，但實際上還是會給他們選擇就讀普通高中或是繼續當「超越者」的機會。
絆雙刃
昊陵學園制定的夥伴制度。為了增進羈絆，絆雙刃皆為室友，不論性別是否相同。
咬龍戰
一年级学生的全体成员和二年级生的选拔人员进行的交流比赛（焰牙模拟战）。
生存鬥爭
代替咬龙战仓促决定的莉莉丝所主办的活动，于阿拉莫德北馆举行。在一小时内，全体一年级学生对抗莉莉丝一人。限制时间结束时，只要不被全灭或打散莉莉丝胸前所戴的玫瑰，一年级队伍即可获胜。
昊陵學園
戰鬥技術訓練學校。為了理事長九十九朔夜所建造的研究設施。
昊陵學園 英國校
正式名稱為「弗倫聖學園」。與昊陵學園同為黎明機構創設的兄弟校，也是日本國以外唯一培養「超越者」的設施。
學生證
擁有信用卡的功能，每月提供10萬元給學生使用。
七曜
推测是某个组织的七个代表，七个不同的人为达到绝对双刃的目标而聚齐，但追求的方式不同，在七芒夜会有出现过，成员有： 冥柩咎门，操焰魔博→操焰魔女，洌游对姬，煌闇灾核，飓炼裁者，装钢技师，最后一人未知。
666
于第六卷中出现的神秘结社，里社会的最大势力，已有数百年的历史，活动范围广泛，结构巨大，实力强大到甚至可以操作某个国家的政治或改写历史，组织理念为力量就是一切，支配阶层叫做“环冥主”，麾下有叫做“兽”的持有者兽之力的特殊部队，与莉莉丝家的“三头首”组织为敌对关系。在本作中發動「禁忌的禍稟檎」。
圜冥王
又称作Cocytus，神秘结社666的支配阶层，以《神曲》的第九地狱命名，支配者以第九地狱的四圆环命名，推测支配者有四人，已知成员有第一圜克洛维、第二圜貝雅朵莉克絲和第四圜莫卓。
獸
神秘结社666麾下的特殊部队，成员被称为非人者，有着获取兽之力而兽化的能力，大多成员有着可以和“超越者”的位阶III匹敌的强度，其中个别的强力者可以同时持有多个兽的力量，被称为“兽魔”，强度可以超越位阶IV。
始解
为焰牙的进化步驟，解放时需要咏唱始解语。
聖廳
在世界中有着众多信奉者的某个宗教的中央机构，在西欧地区有着很强的势力圈。如今人才匮乏且出现很多混乱。
七芒夜會
「七曜」成員齊聚一堂的埸合。

## 出版書籍

### 輕小說
| 卷數 | Media Factory     | Media Factory  | Media Factory          | 台灣角川           | 台灣角川                    | 台灣角川                                           |
| 卷數 | 副標題            | 發售日期       | ISBN                   | 副標題             | 發售日期                    | ISBN / EAN                                         |
| ---- | ----------------- | -------------- | ---------------------- | ------------------ | --------------------------- | -------------------------------------------------- |
| 1    |                   | 2012年8月24日  | ISBN 978-4-8401-4604-3 | 告白於蒼刻之夜     | 2013年4月27日               | ISBN 978-986-325-298-6                             |
| 2    |                   | 2012年12月25日 | ISBN 978-4-8401-4934-1 | 謊言、真實與赤紅   | 2013年10月25日              | ISBN 978-986-325-594-9                             |
| 3    |                   | 2013年6月25日  | ISBN 978-4-8401-4934-1 | 情隨潮湧的海濱戀曲 | 2014年2月20日               | ISBN 978-986-325-701-1                             |
| 4    |                   | 2013年11月25日 | ISBN 978-4-0406-6029-5 | 黎明乍現的異能境界 | 2014年7月26日               | ISBN 978-986-366-035-4                             |
| 5    |                   | 2014年3月25日  | ISBN 978-4-0406-6312-8 | 闇夜銀狼、光之深淵 | 2014年10月23日              | ISBN 978-986-366-174-0                             |
| 6    |                   | 2014年7月25日  | ISBN 978-4-04-066911-3 | 風與焰與雷         | 2015年2月10日 2015年2月26日 | EAN 4715109126495（限定版） ISBN 978-986-366-309-6 |
| 7    |                   | 2014年12月25日 | ISBN 978-4-04-067312-7 | 禁忌的果實         | 2015年7月24日               | ISBN 978-986-366-591-5                             |
| 8    | Memories Connect  | 2015年3月25日  | ISBN 978-4-04-067473-5 | Memories Connect   | 2015年12月12日              | ISBN 978-986-366-847-3                             |
| 9    | ashes to ashes,   | 2015年7月24日  | ISBN 978-4-04-067717-0 | ashes to ashes     | 2016年5月19日 2016年6月4日  | EAN 4712961071789（限定版） ISBN 978-986-473-094-0 |
| 10   | dust to dust.     | 2016年1月25日  | ISBN 978-4-04-068036-1 | dust to dust.      | 2016年12月15日              | ISBN 978-986-473-425-2                             |
| 11   | Jeg kan lide dig, | 2016年7月25日  | ISBN 978-4-04-068455-0 | Jeg kan lide dig,  | 2017年8月10日               | ISBN 978-986-473-795-6                             |

### 漫畫
絕對雙刃
| 集數 | Media Factory  | Media Factory          | 尖端出版      | 尖端出版               |
| 集數 | 發售日期       | ISBN                   | 發售日期      | EAN / ISBN             |
| ---- | -------------- | ---------------------- | ------------- | ---------------------- |
| 1    | 2013年11月22日 | ISBN 978-4-04-066113-1 | 2014年5月2日  | EAN 471-7702-26054-5   |
| 2    | 2014年9月23日  | ISBN 978-4-04-066850-5 | 2014年12月5日 | EAN 471-7702-26425-3   |
| 3    | 2015年3月23日  | ISBN 978-4-04-067288-5 | 2016年1月19日 | ISBN 978-957-10-6406-2 |
| 4    | 2017年9月23日  | ISBN 978-4-04-069202-9 | 2021年8月5日  | ISBN 978-6-26-308862-7 |

絕對雙刃 TEA PARTY
| 卷數 | Media Factory | Media Factory          | 尖端出版       | 尖端出版               |
| 卷數 | 發售日期      | ISBN                   | 發售日期       | EAN                    |
| ---- | ------------- | ---------------------- | -------------- | ---------------------- |
| 全   | 2015年1月23日 | ISBN 978-4-04-067245-8 | 2015年11月20日 | ISBN 978-957-10-6266-2 |

## 電視動畫

### 製作人員
- 原作：柊星巧（日语：柊★たくみ）（MF文庫J『絕對雙刃』／KADOKAWA Media Factory刊）
- 原作插畫：
- 監督：中山敦史
- 系列構成：鴻野貴光
- 角色設計：佐野惠一
- 總作畫監督：佐野惠一、田中紀衣
- 焰牙設計：小島崇史
- 美術監督：益田健太
- 色彩設計：津守裕子
- 攝影監督：町田啟
- 編輯：木村佳史子
- 音響監督：高寺雄
- 音樂：平澤敦士
- 音樂製作：KADOKAWA（Media Factory）
- 音樂製作人：竹山沙織
- 製片人：伊藤誠、神長敬祐、大貫一雄、清水美佳、小宮英武、上樣
- 動畫製作：8bit
- 製作：絕對雙刃製作委員會

### 主題曲
片頭曲
「Absolute Soul」
作詞：坂井龍二，作曲：若林充，編曲：村井大，主唱：鈴木木乃美
第12話為插曲使用。
片尾曲
「Believe×Believe」（第1話－第3話、第12話）
作詞：SugarLover，作曲：齋藤悠彌，編曲：N@oki、齋藤悠彌，主唱：茱莉·西格圖納（山本希望）
（第4話－第7話）
作詞：永塚健登，作曲、編曲：楊慶豪，主唱：茱莉·西格圖納（山本希望）×莉莉絲·布里斯托（山崎遙）
「2/2」（第8話－第10話）
作詞：高瀨愛虹，作曲、編曲：白戶佑輔，主唱：穗高雅（今村彩夏）×橘巴（諏訪彩花）
第11話為插曲使用。

### 各話列表
| 話數 | 標題       | 劇本     | 分鏡     | 演出            | 作畫監督                                                                                    |
| ---- | ---------- | -------- | -------- | --------------- | ------------------------------------------------------------------------------------------- |
| #01  | 焰牙       | 鴻野貴光 | 中山敦史 | 鈴木孝聰        | 松井理和子 熊田亞輝 山中正博 田中紀衣                                                       |
| #02  | 絆雙刃     | 鴻野貴光 | 小島正士 | 有江勇樹        | 鈴木美音織 小池惠                                                                           |
| #03  | 復仇者     | 鴻野貴光 | 松井仁之 | 間島崇寬        | 齊藤寬 關口雅浩 德倉榮一 赤尾良太郎 大河原晴男                                              |
| #04  | 特別       | 青島崇   | 金崎貴臣 | 村田尚樹        | 出野喜則 鎌田均                                                                             |
| #05  | 位階昇華   | 山田靖智 | 寺東克己 | 佐佐木真哉      | 山內則康                                                                                    |
| #06  | 生存鬥爭   | 青島崇   | 齋藤哲人 | 飯田薰久        | 松井理和子 山中正博 酒井秀基 熊田亞輝 小島彰 福永智子 櫻井木之實 波風立志 能條理行 關口雅浩 |
| #07  | 銀髮與金髮 | 山田靖智 | 佐藤真二 | 政木伸一        | 鈴木奈都子 青山正宣                                                                         |
| #08  | 品評會     | 青島崇   | 山本裕介 | 鈴木孝聰        | 鯉川慎平                                                                                    |
| #09  | 神滅部隊   | 鴻野貴光 | 菊地康仁 | 間島崇寬        | 齊藤寬 山中正博 日高真由美 酒井秀基 熊田亞輝 橫井秀章 大原大                                |
| #10  | 七芒夜會   | 山田靖智 | 松井仁之 | 松井仁之        | 鈴木美音織 小池惠 阿部智之                                                                  |
| #11  | 殺戮遊戲   | 青島崇   | 佐藤真二 | 森義博 飯田薰久 | 山内則康 鎌田均 謝苑倩 糸島雅彥 杉藤早百合 德倉榮一 山中正博                                |
| #12  | 絕對雙刃   | 鴻野貴光 | 金崎貴臣 | 鈴木孝聰        | 久井秀基 關口雅浩 松井理和子 齋藤寬 戶倉榮一 山中正博 熊田亞輝 日高真由美                   |

### 播放電視台
日本深夜動畫：下文記載的日本国内播放時間使用日本標準時間（UTC+9）表示。因為部分時間标识會採用30小时制，因此請留意这类超过24:00的时间，其實際播放時間為翌日清晨。
| 播放地區 | 播放電視台 | 播放日期              | 播放時間（UTC+9）         | 所屬聯播網 | 備註           |
| -------- | ---------- | --------------------- | ------------------------- | ---------- | -------------- |
| 日本全國 | AT-X       | 2015年1月4日－3月22日 | 星期日 20時30分－21時00分 | 衛星電視   | 有重播         |
| 東京都   | TOKYO MX   | 2015年1月5日－3月23日 | 星期一 24時00分－24時30分 | 獨立UHF局  |                |
| 兵庫縣   | SUN電視台  | 2015年1月5日－3月23日 | 星期一 24時00分－24時30分 | 獨立UHF局  |                |
| 京都府   | KBS京都    | 2015年1月5日－3月23日 | 星期一 25時00分－25時30分 | 獨立UHF局  |                |
| 愛知縣   | 愛知電視台 | 2015年1月5日－3月23日 | 星期一 26時05分－26時35分 | 东京电视网 |                |
| 日本全國 | BS11       | 2015年1月8日－        | 星期四 24時00分－24時30分 | 衛星電視   | 「ANIME+」節目 |

### 藍光／DVD
| 卷數 | 發售日       | 收錄話         | 規格編號  | 規格編號  | 規格編號 |
| 卷數 | 發售日       | 收錄話         | 藍光      | DVD       |          |
| ---- | ------------ | -------------- | --------- | --------- | -------- |
| 1    | 2015年4月8日 | 第1話－第2話   | ZMXZ-9911 | ZMBZ-9921 |          |
| 2    | 2015年5月8日 | 第3話－第4話   | ZMXZ-9912 | ZMBZ-9922 |          |
| 3    | 2015年6月3日 | 第5話－第6話   | ZMXZ-9913 | ZMBZ-9923 |          |
| 4    | 2015年7月8日 | 第7話－第8話   | ZMXZ-9914 | ZMBZ-9924 |          |
| 5    | 2015年8月5日 | 第9話－第10話  | ZMXZ-9915 | ZMBZ-9925 |          |
| 6    | 2015年9月2日 | 第11話－第12話 | ZMXZ-9916 | ZMBZ-9926 |          |

## 外部連結
- 原作官網 （页面存档备份，存于）（日語）
- 《絕對雙刃》官方網站 （页面存档备份，存于）（日語）
- 《絕對雙刃》 （页面存档备份，存于）於ComicWalker（日語）
- 《絕對雙刃》公式的X（前Twitter）（日語）